# Клещи заголвачки
Клещи заголвачки, в практиката наричани още клещи зачиствачки или стрипващи клещи, са електромонтажен инструмент, вид клещи като специализиран инструмент за премахване изолацията на кабели и проводници. Целта е да се свали изолацията от определена монтажна контактна дължина, без да се пререже проводника или наруши сечението му, с което да се намали надеждността на електрическата връзка.

## Начин на работа
И малки повреди на проводника могат да влошат качеството и надеждността на работа на електрическото съединение. Особено при многожилен проводник трябва да се внимава да не се повреди някоя от съставните жички.
Много електротехници изпълняват тази операция, като използват нож или клещи секачки за зачистване, но това изисква опит и внимание. За отстраняването на общата изолация на многожилни проводници се използват различен вид инструменти.

## Клещи заголвачки за единичен проводник
Клещите заголвачки имат отрязващи ножове с кръгли или V-образни отвори, които не се затварят напълно:
- Затварянето на отрязващите ножове се регулира с настроечен винт.
- Някои модели имат повече отвори с възможност без настройка да се зачиства електрически кабел или проводник с различни диаметри.

При затварянето на клещите се затварят ножовете, отрязва се частично изолацията на проводника и след това се издърпва прерязаната изолация частично или напълно.

## Термични клещи заголвачки
Термичните стрипващи клещи работят по същия начин като обикновените, с тази разлика че ножовете се нагряват, стопяват изолацията без да повреждат проводника. Същото може да се извърши и с лазер, който отрязва изолацията.